# Асайиш

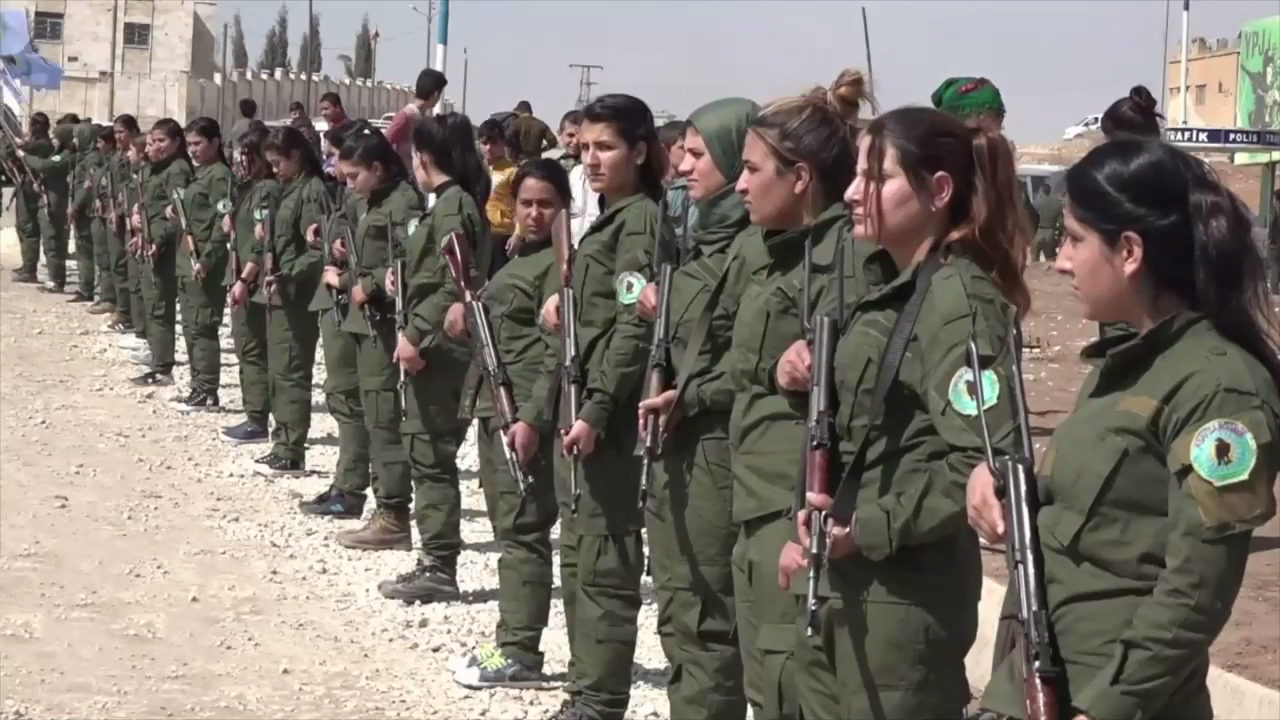
Женщины-участницы Асайиш в Кобани

Асайиш (араб. آساييش روج آفا‎, курд. Asayîş, сир. ܐܣܐܝܝܫ) — силы местной полиции правопорядка (внутренние войска), действующие в регионах Джазира, Кобани и Африн в составе Сирийского Курдистана (самопровозглашённой Федерации Северной Сирии — Рожава), где были сформированы де-факто суверенные органы самоуправления на начальном этапе гражданской войны в Сирии на территории мухафазы Эль-Хасака. Силы асайиш наряду с Отрядами народной самообороны контролируют области, которые находятся в ведении Верховного курдского совета (курд. Desteya Bilind a Kurd) (самопровозглашённого курдского правительства).

## Состав
Осуществление полицейского патрулирования в кантонах, составляющих самопровозглашённую Федерацию Северной Сирии, обязательно в соответствии с конституцией Сирийского Курдистана. Силы Асайиш в кантонах сформировали 26 официальных региональных отделений, целью которых является правовая защита и обеспечение безопасности местных жителей, а также оказание им социальной и гуманитарной помощи. В Рожава действует шесть основных подразделений Асайиш: военно-техническое управление блокпостами, командование антитеррористическими силами в регионе, управление разведки, отдел по борьбе с организованной преступностью, управление транспортом и управление финансами. Всего за время боевых действий в рамках гражданского противостояния было сформировано 218 центров асайиш, а также 385 блокпостов с 10 членами асайиш, которые осуществляют военное дежурство на каждом из них. 105 отделений полиции асайиш формируют передовые подразделения в приграничной зоне Федерации Северной Сирии, где происходят регулярные боевые действия с террористами ИГ. В более крупных населённых пунктах размещаются главные отделы (генеральные директораты) асайиш, которые отвечают за обеспечение безопасности и осуществление контроля над дорогами. В каждом кантоне Рожава имеется специальное управление антитеррористических сил (англ. HAT), при этом в каждом кантоне управление по борьбе с террористами автономно осуществляет свою деятельность.

## Участие женщин
Так же, как и в других военных учреждениях и армейских подразделениях Рожава (как в регулярных, так и иррегулярных войсках) в асайиш строго соблюдается принцип полового равноправия. Примерно 25 процентов участников полиции асайиш являются женщинами. У организации два руководителя — мужчина (Циван Ибрагим) и женщина (Аитан Фархад). С целью защиты мирного населения от военных наступлений противника по суше, в асайиш была сформирована специальная группа, состоящая исключительно из женщин, которые выступают против сексуального насилия над женщинами, а также семейного насилия и в защиту женщин во время протестных акций и массовых манифестаций. Женщины-участницы полиции самоуправления асайиш являются одной из ключевых мишеней террористических группировок радикальных исламистов.
Помимо навыку обращения с оружием новобранцы асайиш проходят масштабную образовательную подготовку и практические тренировки, в ходе которых их обучают истории Курдистана, этике, психологической войне в популярной культуре и важности образования и развития самокритики.

## Участие в боестолкновениях в Эль-Хасака
С 16 по 22 августа 2016 года в Эль-Хасака проходили интенсивные боестолкновения между отрядами курдской полиции асайиш и проправительственными Силами национальной обороны, а также регулярными частями Сирийской Арабской Армии. В частности, 20 августа курдская полиция асайиш развернула крупномасштабное наступление на позиции, подконтрольные правительственным войскам невзирая на наличие значительного количества мирных жителей в этих густонаселённых районах столицы одноименной мухафазы. Тем не менее, благодаря действиям ВВС Сирии курдским военизированным формированиям не удалось достичь существенного успеха при штурме позиций в Аль-Гувейране и Аль-Нашва. Рано утром 22 августа подразделения курдского военизированного ополчения атаковали позиции сирийских бойцов в округе Гувейран. Согласно заявлениям активистов Демократического союза, военным Асайиш в течение всего дня 22 августа удалось потеснить участников Национальных сил обороны в северо-восточной части района Аль-Гувейран.